# Revoluția Națională (Franța)

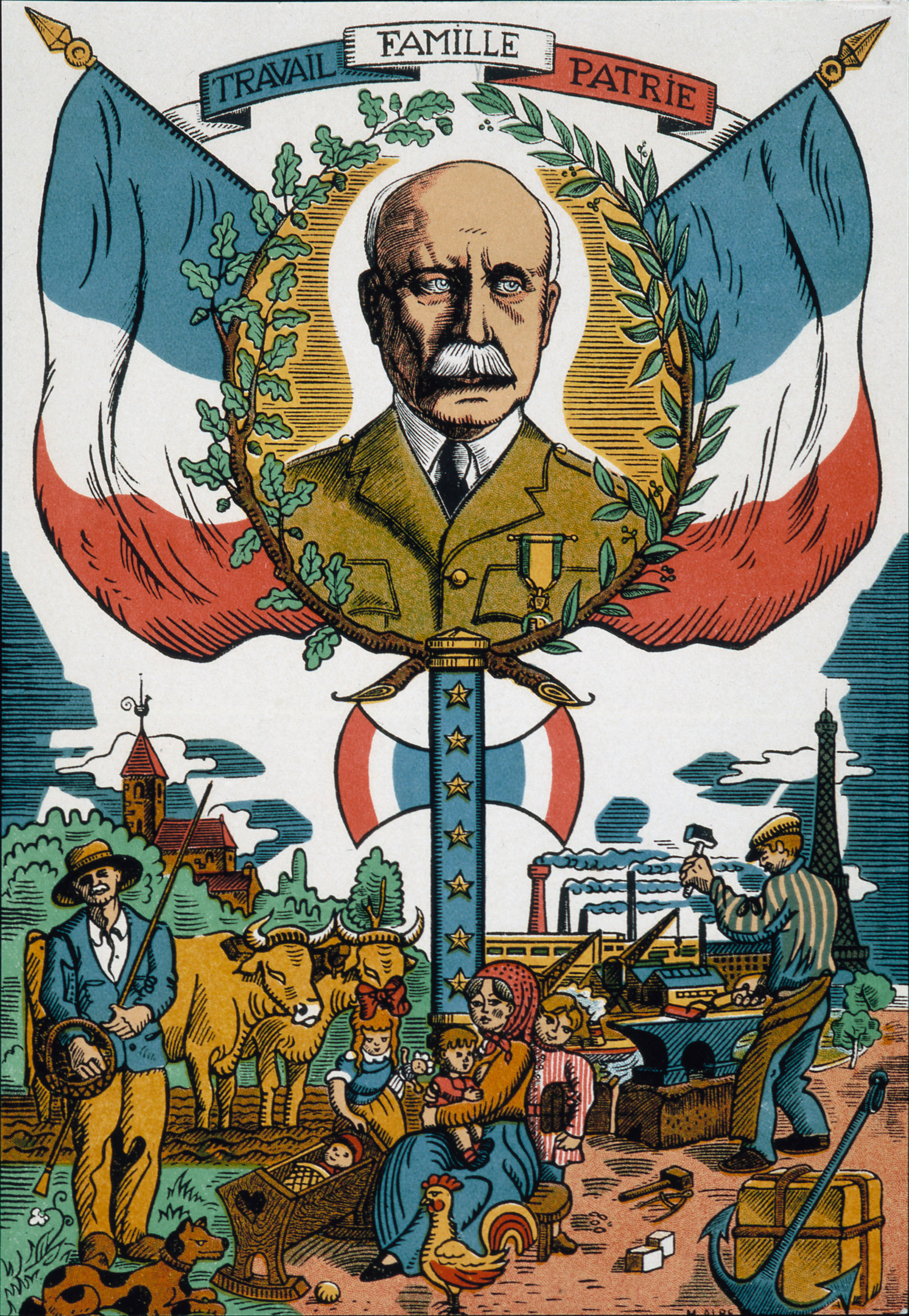
Afiș de propagandă promovând cultul personalității lui Philippe Pétain

Révolution nationale (RN) este ideologia oficială a regimului de la Vichy.
Dorința de a "revoluționa" societatea franceză și statul explică intensa activitate legislativă a regimului - 16.786 de legi și decrete promulgate în patru ani. Legislația regimului de la Vichy se distinge prin ruptura de un anumit număr de principii republicane. O parte a acestei legislații va fi abrogată la eliberarea Franței (printr-o ordonanță dată în 9 august 1944). Însă ea va avea repercusiuni clare asupra Franței celei de-a patra și de-a cincea republici deoarece "ordonanța din 9 august 1944 și cele cinci ordonanțe adiționale valabile pe teritoriul Franței metropolitane aplică principiul invers (susținând contrariul), adică validează legislația regimului de la Vichy, în afara excepțiilor limitative constatate".
Analiza legislației "de societate" a regimului de la Vichy, sub aspectele sale economice, sociale, societale sau culturale nu trebuie să facă uitate celelalte aspecte ale regimului: colaborarea Franței cu Germania nazistă și deci implicarea regimului, în diverse grade, în crime împotriva umanității. Regimul de la Vichy poartă o responsabilitate în deportarea a 76.000 evrei din Franța (dintre care 2.500 s-au întors în viață) dintre care 80 % au fost arestați de către milice française, în moartea a 3.000 de evrei în lagăre de prizonieri franceze, arestarea a 3.000 de țigani , deportarea pe criterii politice a unei mase de oameni cuprinsă între 66.000 și 86.000 de indivizi (membri ai mișcării de rezistență, comuniști, republicani spanioli, germani exilați înainte de 1940...).
La toate acestea se adaugă victimele represiunii mișcării de rezistență de către État français (fără a mai pune la socoteală acțiunile directe ale forțelor de ocupație germane), represiunea judiciară sau extra-judiciară prin intermediul crimelor făcute de Milice française, grupare care opera în cele din urmă cu girul regimului de la Vichy.
La acestea se adaugă, în fine, alte crime mai puțin cunoscute precum cele 40.000 de persoane părăsite și moarte de foame în aziluri psihiatrice.

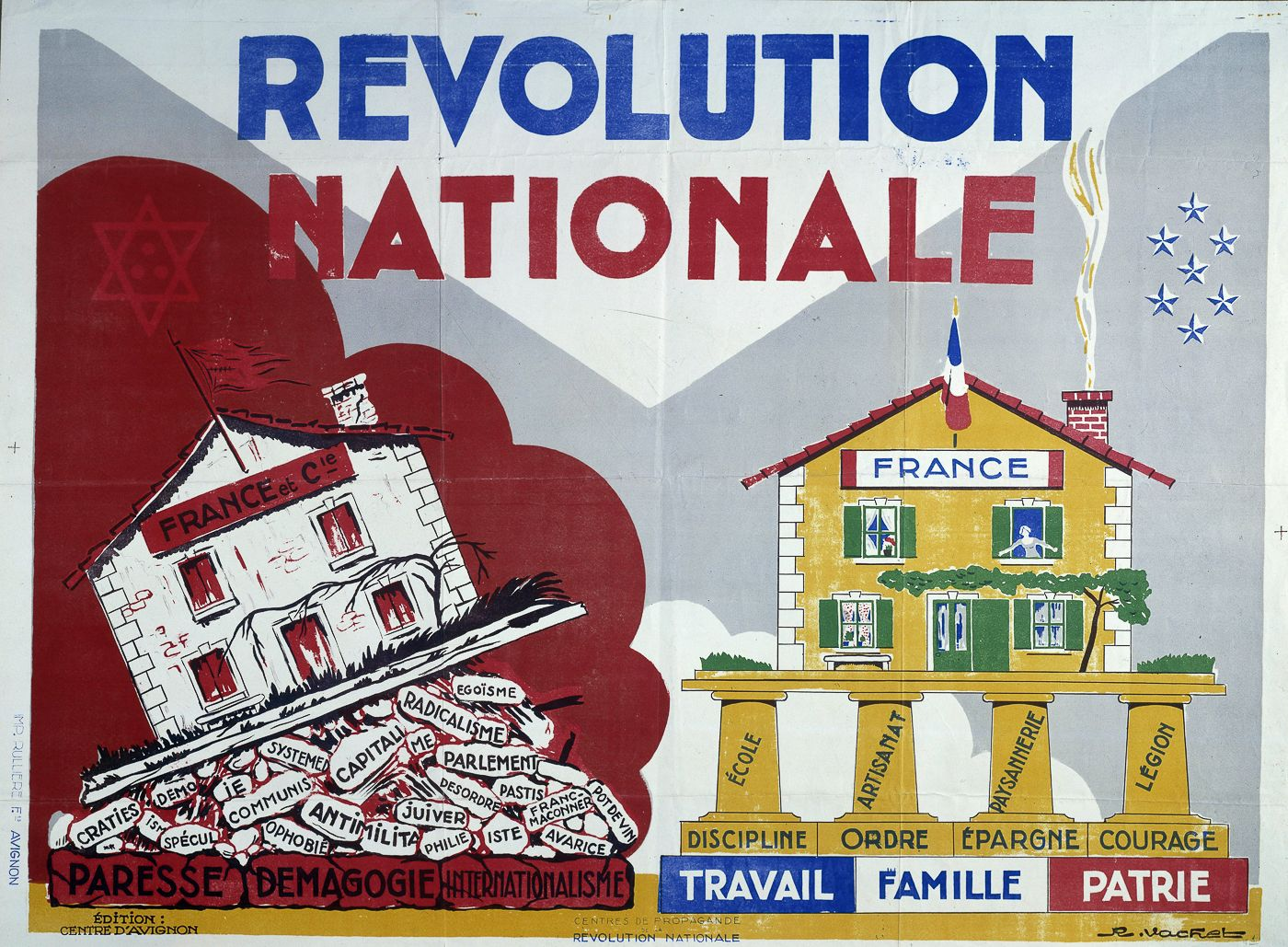

## Articole conexe
- Al Doilea Război Mondial
- Regimul de la Vichy
- Principiile Comunității - Principes de la Communauté desemna, în timpul regimului de la Vichy[8] · [9], linia de conduită morală și politică menită să înlocuiască Declarația Drepturilor Omului și ale Cetățeanului[10].
- Kulturkampf